# Emil Strauss

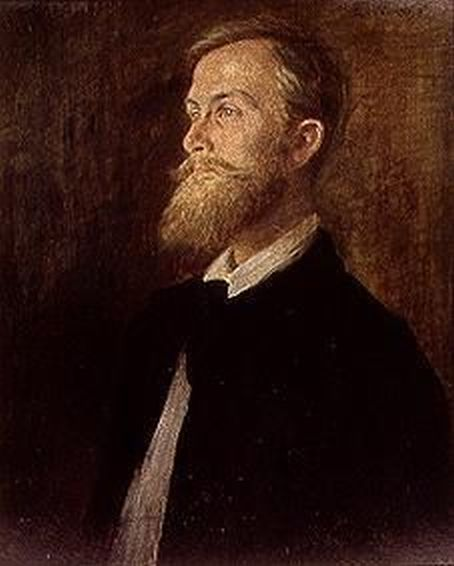
Emil Strauss, porträtterad av Ernst Würtenberger.

Emil Strauss, född den 31 januari 1866 i Pforzheim, död den 10 augusti 1960 i Freiburg im Breisgau, var en tysk författare. 
Strauss gjorde sig med sina romaner och noveller (Menschenwege, 1898, 5:e upplagan 1923, Der Engelwirt, 1900, 63:e upplagan 1923, Freund Hein, 1902, 31:a upplagan 1922, Kreuzungen, 1904, 57:e upplagan 1922, Der nackte Mann, 1912, 14:e upplagan 1919, Spiegel, 8 upplagor 1919, med flera) känd som en fin psykolog med stor berättarförmåga och personlig stilkonst. Till svenska översattes "Vännen Henni" (1905).